# Brikettfabrik Wackersdorf

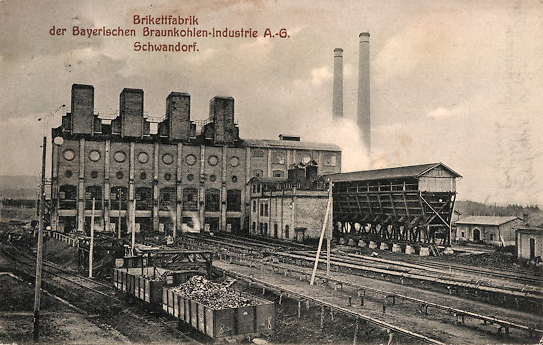
Brikettfabrik der Bayerischen Braunkohlen-Industrie Schwandorf

Die Brikettfabrik Wackersdorf (auch Brikettfabrik der Bayerischen Braunkohlen-Industrie Schwandorf) war eine Brikettfabrik, die sich auf dem Gelände des Oberpfälzer Braunkohlereviers in Wackersdorf befand.
Die Fabrik wurde 1907 eröffnet und 1964 geschlossen.

## Geschichte
Als ab 1904 der Bergbau in der Region des Oberpfälzer Braunkohlereviers von Handförderung auf mechanische Förderung mit Maschinen umgestellt wurde, wurde die Bayerische Braunkohlen und Brikett-Industrie-Gewerkschaft-Klardorf gegründet. Die Berggewerkschaft Klardorf nahm die Förderung von Braunkohle nicht unmittelbar auf, sondern war vordringlich mit der Errichtung einer Brikettfabrik und deren Nebenanlagen beschäftigt.
Die Gewerkschaft wurde am 5. Februar 1906 in die Bayerische Braunkohlen-Industrie AG in Schwandorf umgewandelt. Die Kohle wurde zuerst vorwiegend zur Brikettherstellung verwendet, ab 1930 wurde das nahegelegene Kohlekraftwerk Dachelhofen versorgt.
Die erste Ausbaustufe der Brikettfabrik wurde im April 1907 in Betrieb genommen, die 1908 bereits bei einer Gesamtförderung von 313.000 Tonnen Kohle 71.000 Tonnen Briketts herstellte. Die durch die Firma Zemag (Zeitzer Eisengießerei und Maschinenbau AG) aus Zeitz in Sachsen-Anhalt in Rekordzeit errichtete Anlage erreichte bei vier Pressen eine Tagesproduktion von 240 t. Im November 1907 ging die zweite Ausbaustufe mit nochmals vier Pressen in Betrieb, die Tagesleistung betrug nun 500 t. Den nötigen Dampf lieferte ein Kesselhaus mit zwölf Dampfkesseln und zwei über 60 m hohen Schornsteinen.
1948 wurde zur Versorgung der Brikettfabrik das Nordfeld erschlossen. Die Ortschaft Wackersdorf musste zu diesem Zweck verlegt werden. Ab 1951 begann die Zeit der Massenförderung mit Großgeräten (Schaufelradbaggern) und Umstellung der Kettenbahn auf Bandbetrieb.
Die Brikettfabrik wurde zwischen 1954 und 1956 modernisiert.
Die Belegschaft war zu fast 100 % in der IG Bergbau gewerkschaftlich organisiert.
1963 wurde das nördlichste Abbaufeld Rauberweiher erschlossen, die Fabrik erreichte mit 175 000 t in diesem Jahr einen neuen Jahresrekord. 1964 war das ergiebige Nordfeld erschöpft und die Brikettfabrik wurde am 11. April 1964 geschlossen. Insgesamt wurden in den 58 Betriebsjahren 5,7 Mill. t Brikett produziert.